# Elmohardyia manaos
Elmohardyia manaos är en tvåvingeart som beskrevs av Silva Menezes och José Albertino Rafael 1996. Elmohardyia manaos ingår i släktet Elmohardyia och familjen ögonflugor. Inga underarter finns listade i Catalogue of Life.